# Viacheslav Sinkevich
Viacheslav Ígorevich Sinkevich –en ruso, Вячеслав Игоревич Синькевич– (Krasnoobsk, 29 de noviembre de 1991) es un deportista ruso que compitió en natación, especialista en el estilo braza.
Ganó dos medallas en el Campeonato Mundial de Natación en Piscina Corta de 2012 y dos medallas en el Campeonato Europeo de Natación en Piscina Corta, oro en 2012 y plata en 2011.

## Palmarés internacional
| Campeonato Mundial en Piscina Corta | Campeonato Mundial en Piscina Corta | Campeonato Mundial en Piscina Corta | Campeonato Mundial en Piscina Corta |
| Año                                 | Lugar                               | Medalla                             | Prueba                              |
| ----------------------------------- | ----------------------------------- | ----------------------------------- | ----------------------------------- |
| 2012                                | Estambul (Turquía)                  | Medalla de plata                    | 4 × 100 m estilos                   |
| 2012                                | Estambul (Turquía)                  | Medalla de bronce                   | 200 m braza                         |
| Campeonato Europeo en Piscina Corta |                                     |                                     |                                     |
| Año                                 | Lugar                               | Medalla                             | Prueba                              |
| 2011                                | Szczecin (Polonia)                  | Medalla de plata                    | 200 m braza                         |
| 2012                                | Chartres (Francia)                  | Medalla de oro                      | 200 m braza                         |